# Добавочный запирательный нерв
Добавочный запирательный нерв (лат. Nervus obturatorius accessorius) — нерв поясничного сплетения. Образован волокнами LII — LIV нервов.
Нерв непостоянный. Располагается у медиального края большой поясничной мышцы над подвздошной фасцией, переходит через гребень лобковой кости и ложится между подвздошно-поясничной и гребенчатой мышцами. Здесь нерв разветвляется и посылает ветви к гребенчатой мышце и тазобедренному суставу, соединяясь с ветвями запирательного нерва.